# Mrzla Luža
Mrzla Luža je naselje u slovenskoj Općini Trebnju. Mrzla Luža se nalazi u pokrajini Dolenjskoj i statističkoj regiji Jugoistočnoj Sloveniji. 

## Stanovništvo
Prema popisu stanovništva iz 2002. godine naselje je imalo 28 stanovnika.